# Springsteen on Broadway (álbum)
Springsteen on Broadway es una banda sonora del músico estadounidense Bruce Springsteen, publicada por la compañía discográfica Columbia Records en diciembre de 2018. El álbum sirve como banda sonora del residency show Springsteen on Broadway, publicado también como documental en Netflix. El álbum alcanzó el top 10 en más de diez países, incluyendo Australia, Alemania, Italia, Países Bajos, Reino Unido y Suiza. También alcanzó el puesto once en la lista estadounidense Billboard 200.

## Lista de canciones
Todas las canciones escritas y compuestas por Bruce Springsteen. 
| Disco uno |                                           |          |  |
| N.º       | Título                                    | Duración |  |
| 1.        | «Growin' Up (Introduction)»               | 2:04     |  |
| 2.        | «Growin' Up»                              | 11:59    |  |
| 3.        | «My Hometown (Introduction Part 1)»       | 3:44     |  |
| 4.        | «My Hometown (Introduction Part 2)»       | 3:36     |  |
| 5.        | «My Hometown»                             | 3:59     |  |
| 6.        | «My Father's House (Introduction)»        | 4:28     |  |
| 7.        | «My Father's House»                       | 6:22     |  |
| 8.        | «The Wish (Introduction)»                 | 6:09     |  |
| 9.        | «The Wish»                                | 4:24     |  |
| 10.       | «Thunder Road (Introduction)»             | 3:19     |  |
| 11.       | «Thunder Road»                            | 5:28     |  |
| 12.       | «The Promised Land (Introduction Part 1)» | 3:35     |  |
| 13.       | «The Promised Land (Introduction Part 2)» | 3:34     |  |
| 14.       | «The Promised Land (Introduction Part 3)» | 4:15     |  |
| 15.       | «The Promised Land»                       | 3:59     |  |

| Disco dos |                                             |          |  |
| N.º       | Título                                      | Duración |  |
| 1.        | «Born In the U.S.A. (Introduction Part 1)»  | 4:16     |  |
| 2.        | «Born In the U.S.A. (Introduction Part 2)»  | 3:46     |  |
| 3.        | «Born in the U.S.A.»                        | 4:44     |  |
| 4.        | «Tenth Avenue Freeze-Out (Introduction)»    | 1:10     |  |
| 5.        | «Tenth Avenue Freeze-Out»                   | 7:56     |  |
| 6.        | «Tougher Than the Rest (Introduction)»      | 1:25     |  |
| 7.        | «Tougher Than the Rest» (con Patti Scialfa) | 4:29     |  |
| 8.        | «Brilliant Disguise (Introduction)»         | 1:43     |  |
| 9.        | «Brilliant Disguise» (con Patti Scialfa)    | 4:47     |  |
| 10.       | «Long Time Comin' (Introduction)»           | 3:08     |  |
| 11.       | «Long Time Comin'»                          | 3:54     |  |
| 12.       | «The Ghost of Tom Joad (Introduction)»      | 3:27     |  |
| 13.       | «The Ghost of Tom Joad»                     | 4:36     |  |
| 14.       | «The Rising»                                | 4:33     |  |
| 15.       | «Dancing In the Dark (Introduction)»        | 2:47     |  |
| 16.       | «Dancing In the Dark»                       | 4:10     |  |
| 17.       | «Land of Hope and Dreams»                   | 3:57     |  |
| 18.       | «Born to Run (Introduction Part 1)»         | 3:54     |  |
| 19.       | «Born to Run (Introduction Part 2)»         | 3:41     |  |
| 20.       | «Born to Run»                               | 5:08     |  |
| 145:43    |                                             |          |  |

## Posición en listas
| País                                | Posición |
| ----------------------------------- | -------- |
| Alemania (Media Control Charts)     | 7        |
| Australia (ARIA)                    | 6        |
| Austria (Ö3 Austria)                | 1        |
| Bélgica (Ultratop flamenca)         | 3        |
| Bélgica (Ultratop valona)           | 29       |
| Canadá (Billboard Canadian Albums)  | 36       |
| Dinamarca (Hitlisten)               | 14       |
| España (PROMUSICAE)                 | 11       |
| Estados Unidos (Billboard 200)      | 11       |
| Estados Unidos (Top Rock Albums)    | 2        |
| Países Bajos (Album Top 100)        | 2        |
| Finlandia (Suomen Virallinen Lista) | 13       |
| Francia (SNEP)                      | 27       |
| Irlanda (IRMA)                      | 4        |
| Italia (FIMI)                       | 2        |
| Nueva Zelanda (Recorded Music NZ)   | 12       |
| Noruega (VG-lista)                  | 8        |
| Portugal (AFP)                      | 15       |
| Reino Unido (UK Albums Chart)       | 6        |
| Suecia (Sverigetopplistan)          | 4        |
| Suiza (Schweizer Hitparade)         | 2        |